# ウィルソン・トレイル

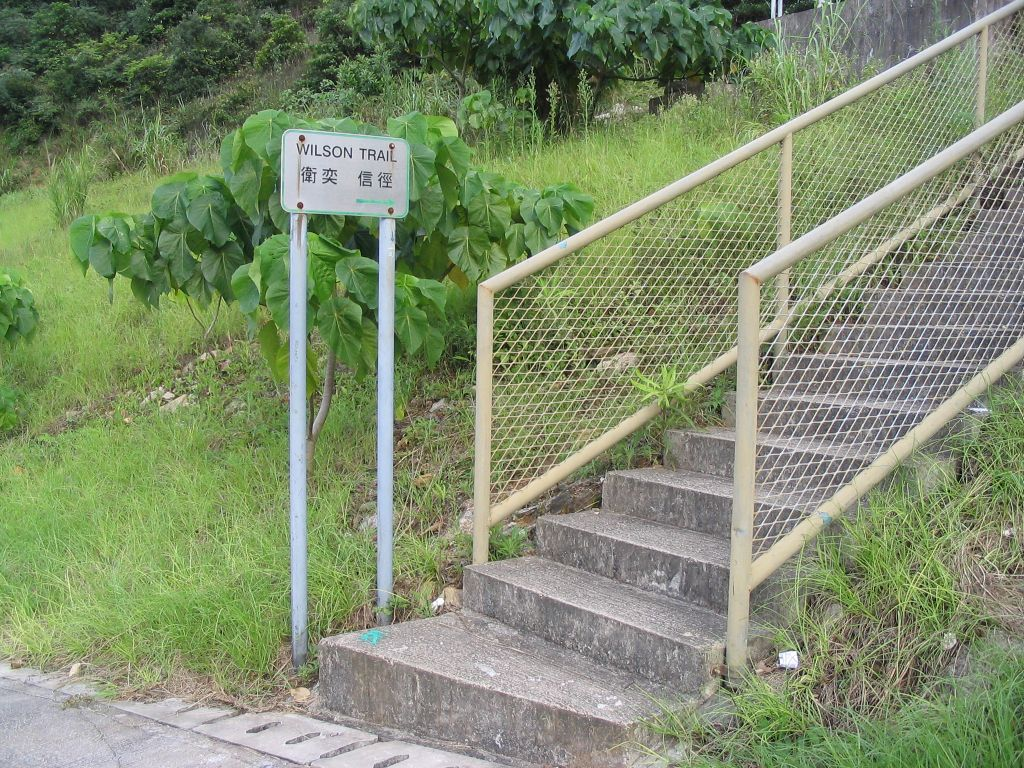
セクション3の道路標識、澳景路

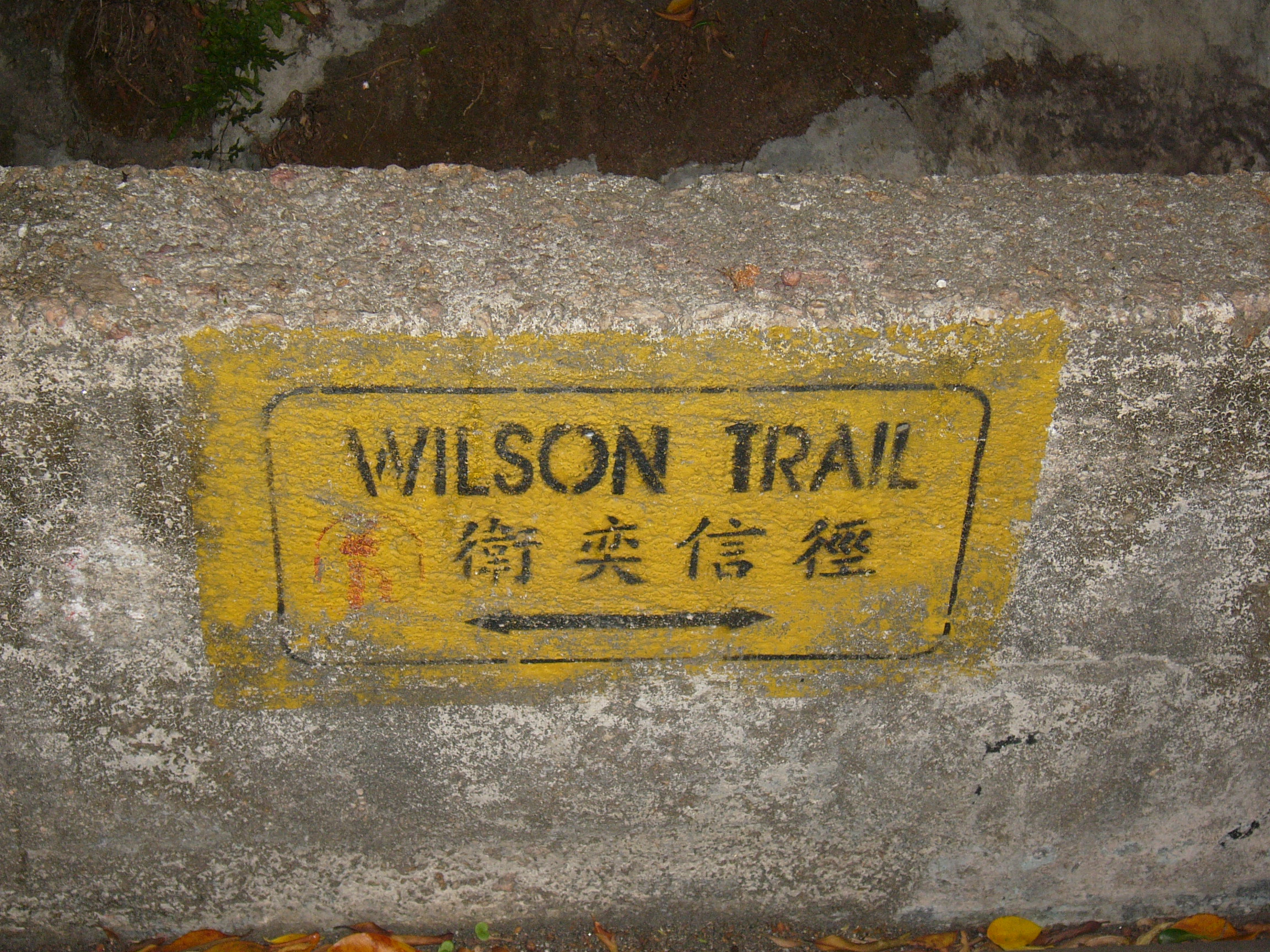
セクション3の道路標識、鯉魚門道

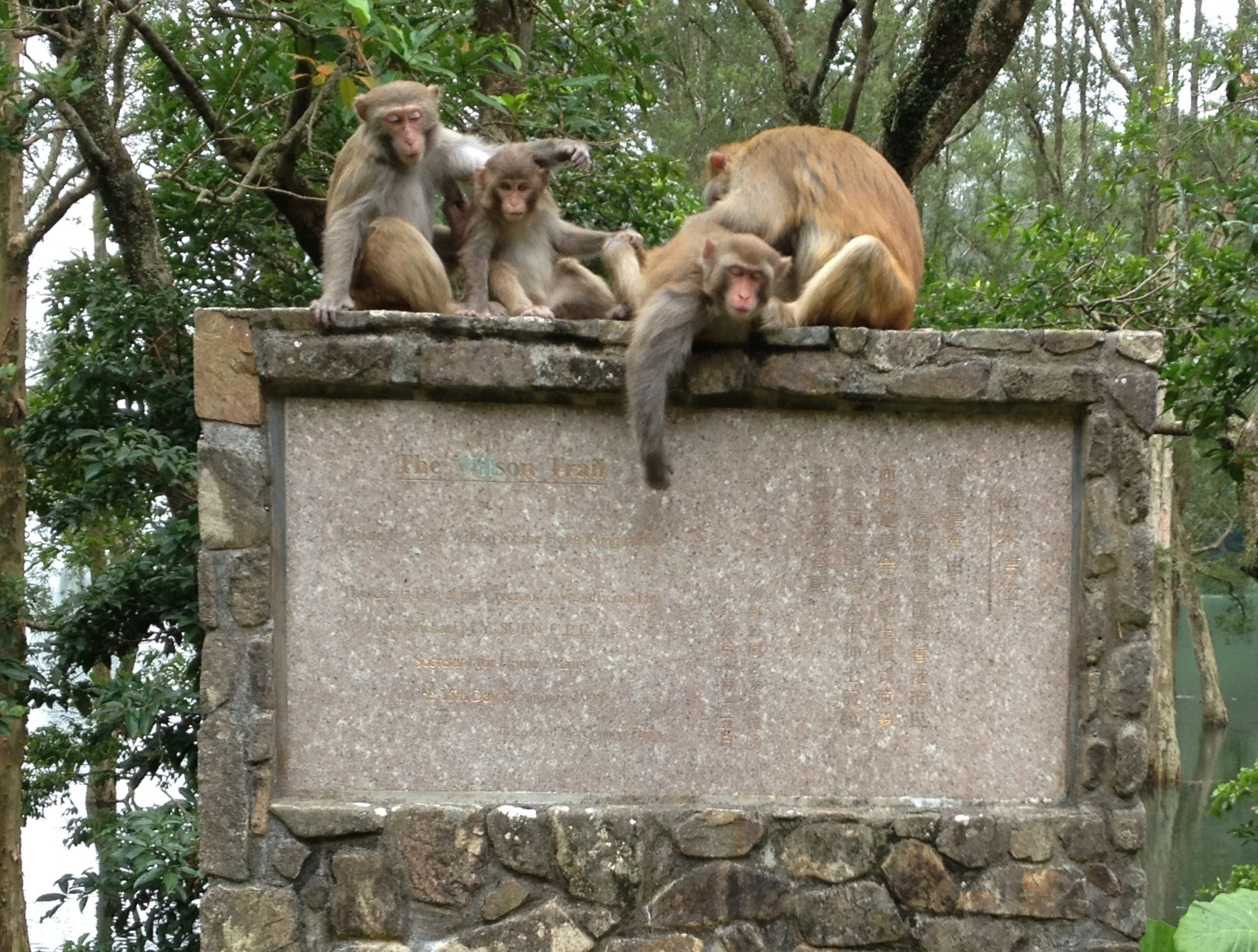
セクション7にある記念碑の上に乗るアカゲザル

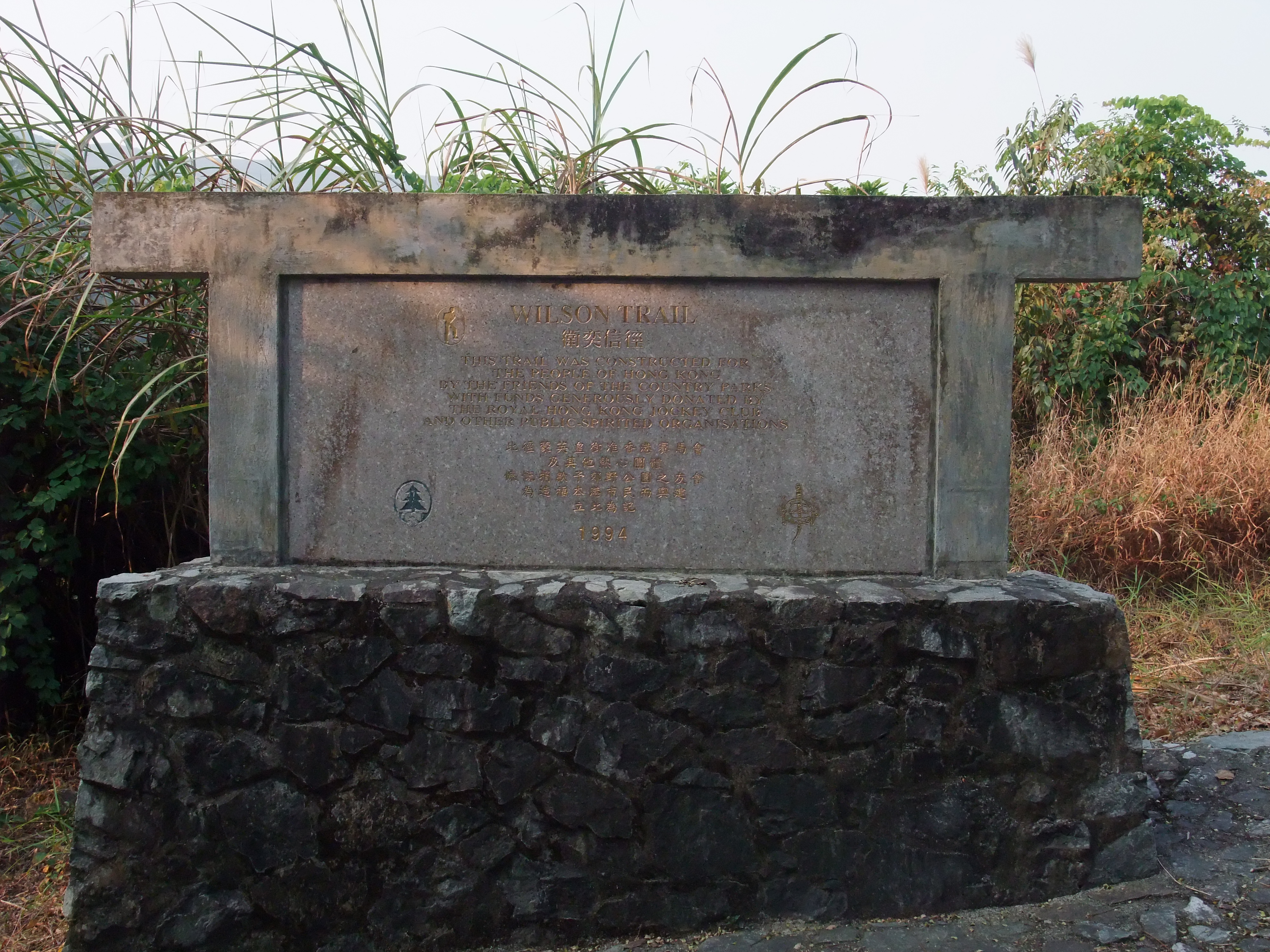
セクション10にある記念碑、南涌

ウィルソントレイル（英語：Wilson Trail/中国語：衛奕信徑）は、香港で2番目に長い長距離のハイキングトレイルである。

## 解説
建設工事は1994年に始まり、1996年1月21日に開通した。全長78 キロ、合計10セクション、そのうちの63キロは大潭、鰂魚涌、馬鞍山、獅子山、金山、城門、大帽山と八仙嶺、8個のカントリーパークを通過する。 
香港で1番長いハイキングトレイル、新界の東西に延びる山脈を横断するマクレホーストレイルとは交差状になり、途中で短く合流する路段や横切りなど計４ヵ所がある。 
スタートは香港島南側の赤柱 (スタンリー) ほとり。ルートは総体的に北方向へ蛇行し、香港島を縦断して九龍側に続き、九龍東から新界南へ、更に北上して新界北ほぼ中国辺境までの山道 (特にマクレホーストレイルから外れた九龍東と新界北東の山々を含む) を南北に貫通する。ゴールは新界北東の南涌 (ナムチョン) に終着。 
地理上の問題により、経路の一部は香港島の鰂魚涌、九龍の油塘、新界の大埔を含む市街地を通過せざるを得ない。また、セクション2と3は海で隔てられているため、ウィルソントレイルは香港で唯一の不連続な長距離ハイキングトレイルである。完走するのにそこはMTRまたはバスを利用してビクトリアハーバーを渡る。 

## 名前の由来
ハイキングを愛し、1987年から1992年まで香港総督だったティルヨン男爵デイヴィッド・クライヴ・ウィルソンにちなんで名付けられた。 

## ステージ概要
ウィルソントレイルは次の10セクションに分かれた。公式の順番は香港島の南側から新界北へ進み、距離標ポストW001–W137でマークされている。他の主要なトレイルの距離標は500mごとに一個だが、ウィルソントレイルの距離標は500m-650mごとに一個です。 
- ステージ1 赤柱(スタンリー)→大潭水塘道(タイタムリザーバロード)

距離:約4.8キロ 最も短いセクションである
第一路段は香港島南側の赤柱峡道(スタンレーギャップロード)から始まり、大潭カントリーパークに入る。尾根沿いの山道を辿り、孖崗山(ザ•ツインズ)尾根、浅水湾坳コル(レパルスベイギャップ)、紫羅蘭山(バイオレットヒル)尾根を通過し、大潭水塘道(黄泥涌貯水池付近)に到着。
- ステージ2 大潭水塘道(タイタムリザーバロード)→鰂魚涌(クォーリーベイ)

距離:約6.6キロ
第二路段は大潭水塘道から始まり、大潭カントリーパークを北に進み続ける。渣甸山(ジャーディンルックアウト)尾根、畢拿山採石場、畢拿山(マウントバトラー)尾根、小馬山尾根、金督馳馬径を通過し、大潭カントリーパークを抜け、柏架山道(マウントパーカーロード)に出る。柏架山道を横切り、鰂魚涌カントリーパークに入る。鰂魚涌樹木研習径を辿り、鰂魚涌カントリーパークを抜け、鰂魚涌市街を通過し、MTR太古駅に到着。
- ステージ3 藍田(ラムティン)→井欄樹(ゼェンランシュ)

距離:約9.3キロ
第三路段は九龍東のMTR藍田駅から始まり、油塘市街に入る。啓田道と鯉魚門道を辿り、鯉魚門で油塘市街を抜け、九龍東と将軍澳ニュータウンを分け隔てる山岳地帯に入る(ウィルソントレイルの開通する当時に油塘駅はまだ存在しなかった、今は山にずっと近い油塘駅からトレイルに割り込んで市街地を大幅にスキップする選択肢がある)。魔鬼山、照鏡環山、五桂山、馬游塘村、大牛湖、澳頭村、新地村を通過し、清水湾道の井欄樹村に到着。途中でカントリーパークは通過しない。
- ステージ4 井欄樹(ゼェンランシュ)→沙田坳(シャティンパス)

距離:約8キロ
第四路段は井欄樹村から始まり、馬鞍山カントリーパークに入る。西貢古道を辿って大藍湖村に下り、山辺の集水路に沿う大藍湖路を短く辿ってまもなく東洋山への登山道に転進、基維爾キャンプ場附近の大老坳コルに登って飛鵝山道に出る。飛鵝山道を辿って大老山を越え、沙田坳道を下り(マクレホーストレイルの第五路段と短く合流)、慈雲山山腹を通過し、馬鞍山カントリーパークを抜け、沙田坳コルに到着。
- ステージ5 沙田坳(シャティンパス)→大埔公路(タイポロード)

距離:約7.4キロ
第五路段は沙田坳コルから始まり、獅子山カントリーパークに入る。雞胸山山腹に沿う山道を辿り、九龍貯水池の集水路に下る。集水路を辿り、獅子山、筆架山と尖山の麓に近い山腹を通過し、獅子山カントリーパークを抜け、大埔公路に到着。
- ステージ6 大埔公路(タイポロード)→城門(シンムン)谷

距離:約5.3キロ
第六路段は大埔公路から始まり、金山カントリーパークに入る。九龍貯水池北側の金山家楽径を辿り、金山路(マクレホーストレイルの第六路段と短く合流)という峠の登り詰める所に出る。峠を下ってまもなく金山路を抜け、走私坳尾根の継ぎに山腹に沿う山道を通過し、金山カントリーパークを抜け、城門カントリーパークにに入る。城門貯水池のメインダムを渡り(マクレホーストレイルの第七路段と短く合流)、城門谷に到着。
- ステージ7 城門(シンムン)谷→元墩下(ユントンハ)

距離:約10.2キロ
第七路段は城門谷から始まり、城門カントリーパークを北に進み続ける。城門貯水池東側の岸辺に沿い小道を辿り、城門林道に出る。城門林道を辿って鉛鉱凹(リードマインパス)に登り、鉛鉱凹コル(マクレホーストレイルの第七路段と第八路段の接合点を横切る)で城門カントリーパークを抜け、大帽山カントリーパークに入る。城門林道を抜け、大埔への山道を下り、大帽山カントリーパークを抜け、大埔ほとりの元墩下に到着。
- ステージ8 元墩下(ユントンハ)→九龍坑山(クラウディヒル)

距離:約9キロ
第八路段は元墩下から始まり、大埔区に入る。山辺の車道と村道を辿り、新屋家村、上碗窰村、石蓮路、半春園寺院を通過して大埔市街に入る。林村河を渡り、大埔頭で山道に戻り、九龍坑山に登って山頂に到着。途中でカントリーパークは通過しない。
- ステージ9 九龍坑山(クラウディヒル)→仙姑峰(シングフォン)

距離:約10.6キロ 最も長いセクションである
第九路段は九龍坑山山頂から始まり、八仙嶺カントリーパークに入る。九龍坑山と屏風山の間のコルにある鶴藪貯水池に下り、まもなく貯水池東側の山脈に登る。尾根沿いの山道を辿り、屏風山、黃嶺、犁壁山と八仙嶺の東西に並ぶ八個の峰を横断して仙姑峰頂上に到着。
- ステージ10 仙姑峰(シングフォン)→南涌(ナムチョン)

距離:約6.8キロ
第十路段は仙姑峰から始まり、八仙嶺カントリーパークを北に進み続ける。八仙嶺山腹に沿う八仙嶺自然教育径と橫七古道を辿り、橫山腳村、上七木橋、下七木橋とサー・エドワード・ユードメモリアルパビリオン(尤徳爵士紀念亭)を通過し、八仙嶺カントリーパークを抜け、南涌に到着。